# Gare de Voutenay
La gare de Voutenay était une gare ferroviaire française de la ligne de Cravant - Bazarnes à Dracy-Saint-Loup, située sur le territoire de la commune de Voutenay-sur-Cure dans le département de l'Yonne, en Bourgogne-Franche-Comté.
C'était une halte ferroviaire de la Société nationale des chemins de fer français (SNCF), qui fut jadis desservie par des trains TER Bourgogne-Franche-Comté.

## Situation ferroviaire
Établie à 129 m d'altitude, la gare de Voutenay est située au point kilométrique (PK) 209,585 de la ligne de Cravant - Bazarnes à Dracy-Saint-Loup, entre les gares ouvertes d'Arcy-sur-Cure et de Sermizelles - Vézelay.
Elle est équipée d'un quai, le quai « 1 », pour la voie « Directe », qui dispose d'une longueur utile de 109 m.

## Service des voyageurs

### Accueil
Halte SNCF, c'est un point d'arrêt non géré (PANG) à accès libre.

### Desserte
Voutenay était desservie  par des trains TER Bourgogne-Franche-Comté qui effectuent des missions entre les gares de Paris-Bercy, ou de Laroche - Migennes, et d'Avallon.

### Intermodalité
Le stationnement des véhicules est possible à proximité. La commune de Voutenay-sur-Cure est desservie par des cars TER Bourgogne-Franche-Comté à tarification SNCF, qui circulent entre les gares de Cravant - Bazarnes, ou d'Auxerre-Saint-Gervais, et d'Avallon. L'arrêt d'autocar se situe le long de la D606 qui traverse le village.